# Saussurea chitralica
Saussurea chitralica là một loài thực vật có hoa trong họ Cúc. Loài này được Duthie miêu tả khoa học đầu tiên năm 1901.